# Torre Zombeck
Una Torre Zombeck és un tipus de búnquer aeri rodó. El nom prové de l'enginyer Paul Zombeck, que va depositar una patent per al seu concepte l'1 de maig de 1937.

## Concepció

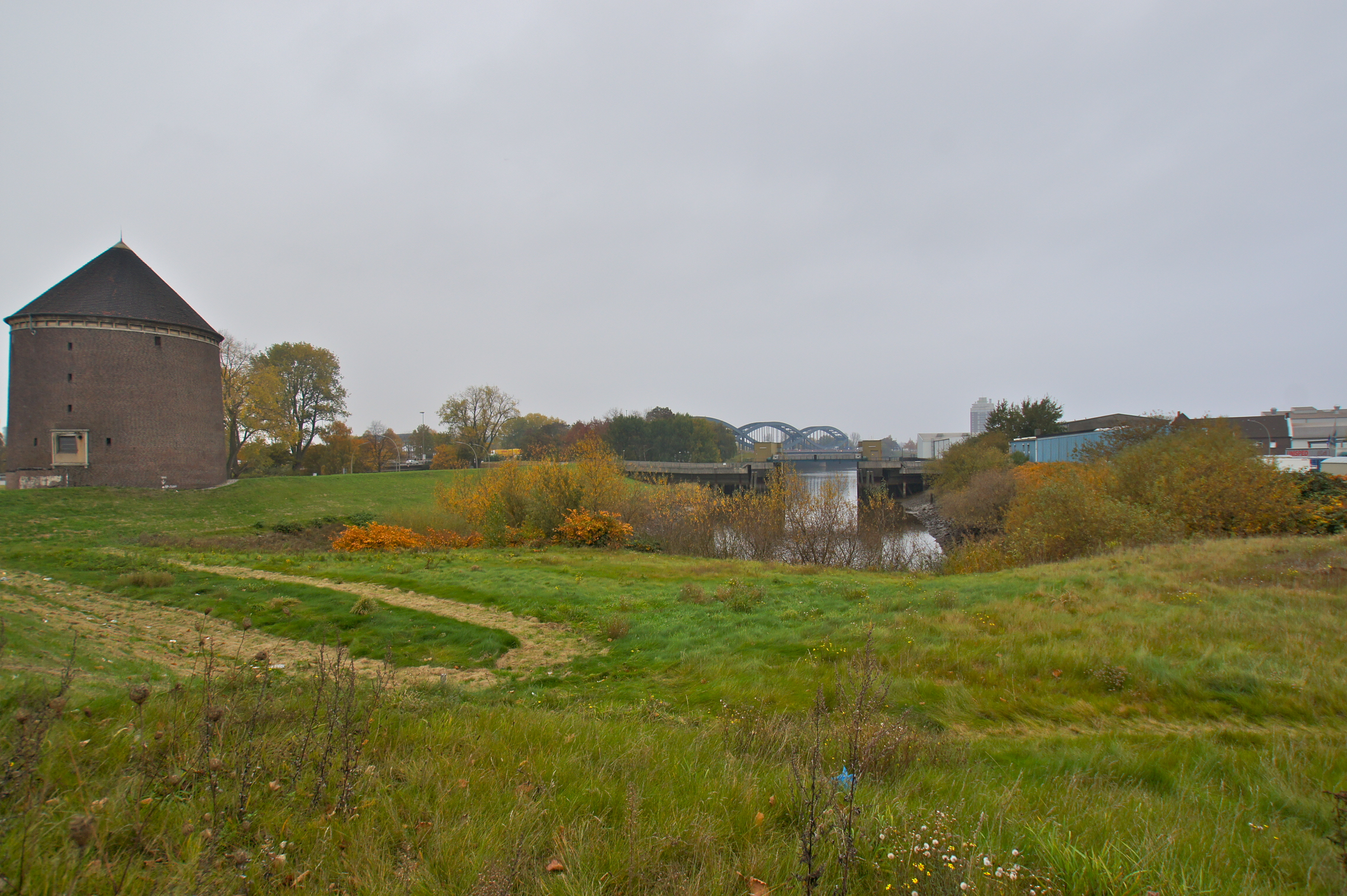
Torre entre el Marktkanal a l'illa de Veddel (Hamburg) i el primer pont de l'Elba

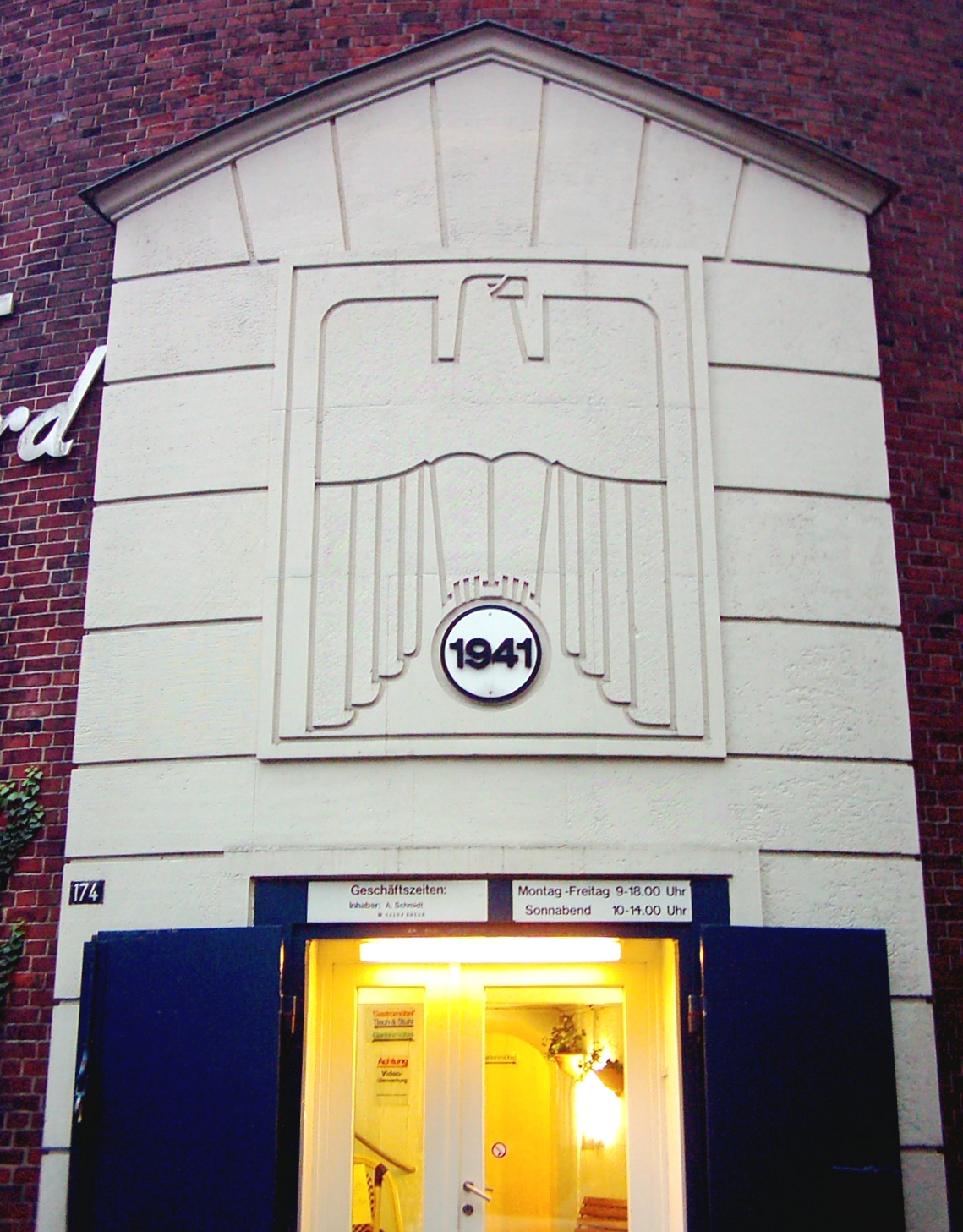
L'àguila imperial damunt la porta d'entrada del búnquer Zombeck de l'Estació de Hasselbrook. El nombre 1941 és al lloc on a l'època hitleriana hi havia l'esvàstica

La característica més destacada de la patent era la rampa ampla i helicoïdal fixada a la closca exterior de formigó. Aquesta estructura té l'avantatge d'augmentar-ne tant la resistència com la capacitat, en comparació amb una escala tradicional. Al centre de l'hèlix hi havia els lavabos i els banys. La forma de la teulada estava concebuda de tal manera que fes rodolar les bombes. Per raons estètiques i de camuflatge, a l'exterior les torres estaven cobertes de maons i el teulat de teules, per a donar-hi un aspecte pseudomedieval.
Cada torre tenia el seu pou d'aigua. Estaven pensades per a acollir unes 500-600 persones, però en els moments més crítics dels bombardejos van rebre'n més de 1000. Malgrat això, la seva eficàcia va veure's limitada davant les armes ofensives de cada vegada més capacitat: durant l'operació Gomorra, el juliol 1943, les torres van quedar dempeus, però una part de la població que va cercar-hi refugi va morir ofegada per la manca d'oxigen causada per la tempesta de foc.

## Construcció i localització
Formen un exemple de l'arquitectura sota el nazisme i gairebé no n'existeixen de semblants a altres països. Els SS en col·laboració amb "l'exèrcit de la construcció" de l'Organització Todt va abusar de milers de presoners que havien de treballar com esclaus durant l'obra. Al marc del Führer-Sofortprogramm, decretat per Adolf Hitler el 10 d'octubre de 1940 van ser construïdes principalment a Hamburg a l'inici de la Segona Guerra Mundial. Altres torres es troben a Wilhelmshaven i a Trondheim (Noruega). La torre mig esclatada de Wilhelmshaven permet d'observar l'estructura helicoïdal interna.
Es troben sempre a prop d'estacions de ferrocarril o de ponts, per tal de poder rebre ràpidament els vianants atrapats en cas d'alarma aèria. Se'n va construir una sèrie d'onze a Hamburg, dos a Wilhelmshaven, tres a Flensburg dues de les quals han subsistit, a Berlín, i també a Trondheim prop del Dora U-Boot-Bunker a Noruega.
La closca exterior de les torres a Hamburg era d'un gruix d'un metre de formigó no armat; per sort, mai no van rebre un impacte directe, al qual molt probablement no haurien resistit. Tot i això, les torres eren considerades com a segures a l'inici del 1940. La torre a prop del Rosskanal, tot i estar molt ben conservada, està amenaçada per la construcció d'una nova terminal de contenidors.

## Enllaços i bibliografia
A Wikimedia Commons hi ha contingut multimèdia relatiu a: Torre Zombeck

- Michael Foedrowitz: Bunkerwelten – Luftschutzanlagen in Norddeutschland. Ch. Links, Berlin 1998, ISBN 3-86153-155-0.
- Michael Foedrowitz: Luftschutztürme und ihre Bauarten 1934–1945. Editorial Dörfler im Nebel-Verlag, Eggolsheim, 2003, ISBN 3-89555-096-5.